# Torneo Apertura 2025 (Panamá)
El Torneo Apertura 2025, oficialmente llamado por motivo de patrocinio Liga LPF Tigo Apertura 2025, fue la sexagésima segunda edición de la máxima división panameña, siendo el inicio de la temporada 2025. 
El campeón defensor es el Club Atlético Independiente, luego de vencer al CD Plaza Amador en la final, en el reinaugurado Estadio Rommel Fernández Gutiérrez. A su vez el Veraguas United FC mantuvo la categoría, luego de que el campeón de la Superfinal de Liga Prom 2024 fuera el Sporting San Miguelito II (equipo filial).

## Novedades
- El Veraguas United FC se mantiene en la máxima categoría, luego de que los campeones de segunda división fueron equipos filiales.
- Después de 6 años de remodelación, el Estadio Aristocles Castillo regresó a ser escenario de la máxima categoría (Casa del Veraguas United FC), su inauguración se dio para la Jornada 5 del campeonato, el 17 de febrero.
- A partir de esta temporada cambia el formato de Ascenso y Descenso; el último lugar desciende de forma directa, mientras que el último de la conferencia contraria jugará un repechaje contra el Campeón de la conferencia contraria al ascendido de la Liga de Promoción.

## Sistema de competición
El torneo de la Liga Tigo LPF Apertura 2025 está conformado en dos partes:
- Fase de clasificación: Se integra por dos conferencias de seis equipos por 16 jornadas del torneo.
- Fase final: Se integra por los partidos de play-offs, semifinal y final.

### Fase de clasificación
En la fase de clasificación se observará el sistema de puntos. La ubicación en la tabla general está sujeta a lo siguiente:
- Por juego ganado se obtendrán tres puntos.
- Por juego empatado se obtendrá un punto.
- Por juego perdido no se otorgan puntos.

En esta fase participan los 12 clubes de la LPF jugando en dos grupos llamados conferencias durante las 16 jornadas respectivas. 

### Fase final
Los seis clubes mejor ubicados en la tabla de posiciones clasifican a la fase eliminatoria. Los dos primeros tienen derecho a jugar semifinales directamente y a cerrar la serie como local, mientras que los otros cuatro jugarán a partido único un play-off. En caso de un empate en los encuentros, se disputarán tiempos extras; dos tiempos de 15 minutos cada uno. De persistir el resultado, el partido se definirá desde la tanda de los penales.
La primera etapa se desarrolla de la siguiente manera (Play-Offs):
La segunda etapa de la fase final consiste en unas semifinales que se jugarán a partido único. En caso de que la igualdad persista, se procederá a jugar tiempos extras y finalmente penales. Las semifinales se desarrollarán de la siguiente manera:
En la Final del torneo se reubicarán los clubes de acuerdo a su posición en la tabla. Para determinar el conjunto local y visitante en el juego, respectivamente, para este torneo la final será a partido único y se jugará en el Estadio Rommel Fernández Gutiérrez. En caso de que la igualdad persista, se procederá a jugar tiempos extras y finalmente penales.

## Equipos participantes

### Equipos por provincias
| Provincia    | N.º | Equipos                                                                        |
| ------------ | --- | ------------------------------------------------------------------------------ |
| Panamá       | 6   | Alianza FC, CD Plaza Amador, Potros del Este, Sporting SM, Tauro FC, Umecit FC |
| Panamá Oeste | 2   | CA Independiente, San Francisco FC                                             |
| Coclé        | 1   | CD Universitario                                                               |
| Colón        | 1   | Deportivo Árabe Unido                                                          |
| Herrera      | 1   | Herrera FC                                                                     |
| Veraguas     | 1   | Veraguas United FC                                                             |
| Total        | 12  |                                                                                |

### Información de los equipos participantes
| Equipo                 | Entrenador       | Ciudad           | Estadio                    | Capacidad | Patrocinador                                                                    | Kit          |
| ---------------------- | ---------------- | ---------------- | -------------------------- | --------- | ------------------------------------------------------------------------------- | ------------ |
| Alianza                | Jair Palacios    | Ciudad de Panamá | Rommel Fernández Gutiérrez | 23 000    |                                                                                 | Valor        |
| Árabe Unido            | Francisco Perlo  | Ciudad de Colón  | COS Sports Plaza           | 1 100     | 3 patrocinadores Kendall Motor Oil AguAseo TicketMore                           | Kelme        |
| Atlético Independiente | Franklin Narváez | La Chorrera      | Agustín "Muquita" Sánchez  | 2 250     | 2 patrocinadores Altos De La Pradera Gulf                                       | Everlast     |
| Herrera                | Felipe Borowsky  | Chitré           | Gustavo Posam              | 300       | 2 patrocinadores Varela Hnos S.A Cubita Hotel                                   | Puma         |
| Plaza Amador           | Mario Méndez     | Ciudad de Panamá | COS Sports Plaza           | 1 100     | Sportium                                                                        | Valor        |
| Potros del Este        | Jhon Cagua       | Panamá Este      | COS Sports Plaza           | 1 100     | 2 patrocinadoresThomas Jefferson School Orgánica El Recreo                      | FB Sports    |
| San Francisco          | Nilton Bernal    | La Chorrera      | Agustín "Muquita" Sánchez  | 2 250     | Provivienda                                                                     | Runic        |
| Sporting San Miguelito | César Aguilar    | San Miguelito    | Los Andes II               | 1 450     | 2 patrocinadores Sol y Luna (Local) Agrícola Chispita (Visitante)               | Spirits      |
| Tauro                  | Enrique García   | Ciudad de Panamá | Rommel Fernández Gutiérrez | 23 000    | 3 patrocinadores Terpel Aceti-Oxígeno,S.A Pinky Aceite Vegetal                  | Lotto        |
| Universitario          | Ángel Sánchez    | Penonomé         | Universidad Latina         | 4 700     | Universidad Latina                                                              | Sheffy       |
| Umecit                 | Jeison Santiago  | Panamá Este      | COS Sports Plaza           | 1 100     | 2 patrocinadores UMECIT Hospital Santa Fe                                       | Bandera de ? |
| Veraguas United        | Gonzalo Soto     | Santiago         | Aristocles "Toco" Castillo | 3 000     | 5 patrocinadores Super Carnes La Parmigiana Arroz Pelin Santa Librada Seco Epic | Strik3r      |

Datos actualizados al 28 de abril de 2025.
- Nota: (*)  Los equipos utilizaron dichos estadios sólo por este torneo.

### Cambios de entrenadores
| Equipo      | Entrenador saliente | Fecha de salida         | Jornada dirigida | Tipo de despido       | Reemplazado por            | Fecha de llegada        |
| ----------- | ------------------- | ----------------------- | ---------------- | --------------------- | -------------------------- | ----------------------- |
| Sporting SM | Jair Palacios       | 18 de noviembre de 2024 | (Pretemporada)   | Fin de contrato       | César Aguilar              | 18 de noviembre de 2024 |
| Alianza FC  | Eduameth Nimbley    | 23 de noviembre de 2024 | (Pretemporada)   | Fin de contrato       | Alberto Valencia           | 25 de noviembre de 2024 |
| Alianza FC  | Alberto Valencia    | 20 de febrero de 2025   | (1-5)            | Renuncia              | Jair Palacios              | 21 de febrero de 2025   |
| Tauro       | Felipe Baloy        | 27 de febrero de 2025   | (1-7)            | Rescisión de contrato | Kike García                | 28 de febrero de 2025   |
| Umecit      | Miguel Corral       | 28 de abril de 2025     | (1-14)           | Mutuo acuerdo         | Jeison Santiago (interino) | 28 de abril de 2025     |

## Fase de Clasificación

### Conferencia Este
| Pos. | Equipo                | Pts. | PJ | G | E | P | GF | GC | Dif. | Notas                                        |
| ---- | --------------------- | ---- | -- | - | - | - | -- | -- | ---- | -------------------------------------------- |
| 1    | C. D. Plaza Amador    | 31   | 16 | 9 | 4 | 3 | 23 | 16 | +7   | Acceso directo a las semifinales.            |
| 2    | Sporting S. M.        | 25   | 16 | 7 | 4 | 5 | 16 | 15 | +1   | Acceso a los play-offs de semifinales.       |
| 3    | Tauro F. C.           | 20   | 16 | 5 | 5 | 6 | 24 | 19 | +5   | Acceso a los play-offs de semifinales.       |
| 4    | Deportivo Árabe Unido | 19   | 16 | 5 | 4 | 7 | 17 | 17 | 0    |                                              |
| 5    | Alianza F. C.         | 18   | 16 | 4 | 6 | 6 | 18 | 23 | −5   |                                              |
| 6    | Potros del Este       | 16   | 16 | 3 | 7 | 6 | 17 | 24 | −7   | Último lugar y posible descenso a Liga Prom. |

Actualizado a los partidos jugados el 10 de mayo de 2025.
 Fuente: LPF, Soccerway.

### Conferencia Oeste
| Pos. | Equipo                | Pts. | PJ | G | E | P | GF | GC | Dif. | Notas                                        |
| ---- | --------------------- | ---- | -- | - | - | - | -- | -- | ---- | -------------------------------------------- |
| 1    | C. D. Universitario   | 28   | 16 | 7 | 7 | 2 | 21 | 14 | +7   | Acceso directo a las semifinales.            |
| 2    | C. A. Independiente   | 24   | 16 | 6 | 6 | 4 | 21 | 16 | +5   | Acceso a los play-offs de semifinales.       |
| 3    | San Francisco F. C.   | 23   | 16 | 6 | 5 | 5 | 18 | 13 | +5   | Acceso a los play-offs de semifinales.       |
| 4    | Veraguas United F. C. | 19   | 16 | 5 | 4 | 7 | 17 | 28 | −11  |                                              |
| 5    | Umecit F. C.          | 18   | 16 | 4 | 6 | 6 | 16 | 19 | −3   |                                              |
| 6    | Herrera F. C.         | 15   | 16 | 3 | 6 | 7 | 16 | 20 | −4   | Último lugar y posible descenso a Liga Prom. |

Actualizado a los partidos jugados el 11 de mayo de 2025.
 Fuente: LPF, Soccerway.

### Evolución de la clasificación
Conferencia Este 
| Jornadas           | 01 | 02 | 03 | 04 | 05 | 06 | 07 | 08 | 09 | 10 | 11 | 12 | 13 | 14 | 15 | 16 |
| Equipos            |    |    |    |    |    |    |    |    |    |    |    |    |    |    |    |    |
| ------------------ | -- | -- | -- | -- | -- | -- | -- | -- | -- | -- | -- | -- | -- | -- | -- | -- |
| C. D. Plaza Amador | 6  | 3  | 3  | 6  | 3  | 2  | 2  | 1  | 1  | 1  | 1  | 1  | 1  | 1  |    |    |
| Sporting S. M.     | 1  | 2  | 2* | 5* | 2* | 1  | 1  | 2  | 3  | 3  | 3  | 3  | 2  | 2  |    |    |
| C. D. Árabe Unido  | 3  | 5  | 4  | 1  | 1  | 3  | 3  | 3  | 2  | 2  | 2  | 2  | 3  | 3  |    |    |
| Tauro F. C.        | 4  | 6  | 6  | 3  | 6  | 6  | 6  | 6  | 5  | 5  | 4  | 4  | 4  | 4  |    |    |
| C. D. del Este     | 5  | 4  | 5  | 4  | 4  | 4  | 4  | 4  | 4  | 4  | 5  | 6  | 5  | 6  |    |    |
| Alianza F. C.      | 2  | 1  | 1* | 2* | 5* | 5  | 5  | 5  | 6  | 6  | 6  | 5  | 6  | 5  |    |    |

- Nota: (*) Indica que la posición fue provisional en dicha jornada al tratarse de un equipo con un número distinto de partidos disputados con respecto a la mayoría de participantes.

 Conferencia Oeste 
| Jornadas            | 01 | 02 | 03 | 04 | 05 | 06 | 07 | 08 | 09 | 10 | 11 | 12 | 13 | 14 | 15 | 16 |
| Equipos             |    |    |    |    |    |    |    |    |    |    |    |    |    |    |    |    |
| ------------------- | -- | -- | -- | -- | -- | -- | -- | -- | -- | -- | -- | -- | -- | -- | -- | -- |
| C. D. Universitario | 4  | 3  | 2  | 2  | 3  | 3  | 2  | 3  | 2  | 1  | 1  | 1  | 1  | 1  | 1  | 1  |
| C. A. Independiente | 1  | 1  | 1  | 1  | 1  | 1  | 3  | 1  | 1  | 2  | 2  | 2  | 2  | 2  |    |    |
| San Francisco F. C. | 3  | 6  | 6  | 5  | 4  | 4  | 4  | 4  | 4  | 3  | 3  | 3  | 3  | 3  |    |    |
| Veraguas United     | 2  | 2  | 5  | 6  | 5  | 5  | 5  | 5  | 5  | 5  | 5  | 5  | 4  | 4  |    |    |
| Umecit F. C.        | 5  | 4  | 3  | 3  | 2  | 2  | 1  | 2  | 3  | 4  | 4  | 4  | 5  | 5  |    |    |
| Herrera F. C.       | 6  | 6  | 4  | 4  | 6  | 6  | 6  | 6  | 6  | 6  | 6  | 6  | 6  | 6  |    |    |

### Tabla de posiciones
| Pos. | Equipo                | Pts. | PJ | G | E | P | GF | GC | Dif. | Notas                                              |
| ---- | --------------------- | ---- | -- | - | - | - | -- | -- | ---- | -------------------------------------------------- |
| 1    | C. D. Plaza Amador    | 31   | 16 | 9 | 4 | 3 | 23 | 16 | +7   | Líder general del torneo y de la Conferencia Este  |
| 2    | C. D. Universitario   | 28   | 16 | 7 | 7 | 2 | 21 | 14 | +7   | Líder de la Conferencia Oeste                      |
| 3    | Sporting S. M.        | 25   | 16 | 7 | 4 | 5 | 16 | 15 | +1   |                                                    |
| 4    | C. A. Independiente   | 24   | 16 | 6 | 6 | 4 | 21 | 16 | +5   |                                                    |
| 5    | San Francisco F. C.   | 23   | 16 | 6 | 5 | 5 | 18 | 13 | +5   |                                                    |
| 6    | Tauro F. C.           | 20   | 16 | 5 | 5 | 6 | 24 | 19 | +5   |                                                    |
| 7    | Deportivo Árabe Unido | 19   | 16 | 5 | 4 | 7 | 17 | 17 | 0    |                                                    |
| 8    | Veraguas United F. C. | 19   | 16 | 5 | 4 | 7 | 17 | 28 | −11  |                                                    |
| 9    | Umecit F. C.          | 18   | 16 | 4 | 6 | 6 | 16 | 19 | −3   |                                                    |
| 10   | Alianza F. C.         | 18   | 16 | 4 | 6 | 6 | 18 | 23 | −5   |                                                    |
| 11   | Potros del Este       | 16   | 16 | 3 | 7 | 6 | 17 | 24 | −7   | Posible promoción de permanencia para la Liga Prom |
| 12   | Herrera F. C.         | 15   | 16 | 3 | 6 | 7 | 16 | 20 | −4   | Posible descenso a la Liga de Promoción            |

Actualizado a los partidos jugados el 10 de mayo de 2025.
 Fuente: Liga Panameña de Fútbol.

## Resultados

### Jornadas
- Los horarios son correspondientes al tiempo de Ciudad de Panamá (UTC-5)
- Puedes mirar el calendario completo aquí

| Jornada 1          | Jornada 1 | Jornada 1        | Jornada 1          | Jornada 1   | Jornada 1 | Jornada 1 | Jornada 1 | Jornada 1 | Jornada 1 |
| ------------------ | --------- | ---------------- | ------------------ | ----------- | --------- | --------- | --------- | --------- | --------- |
| Conferencia Este   |           |                  |                    |             |           |           |           |           |           |
| Local              | Resultado | Visitante        | Estadio            | Fecha       | Hora      | TV        |           |           |           |
| CD Plaza Amador    | 0 - 1     | Sporting SM      | COS Sports Plaza   | 18 de enero | 20:15     |           |           |           |           |
| Tauro FC           | 2 - 2     | Potros del Este  | Rommel Fernández   | 19 de enero | 16:00     |           |           |           |           |
| CD Árabe Unido     | 2 - 2     | Alianza FC       | COS Sports Plaza   | 19 de enero | 18:15     |           |           |           |           |
| Conferencia Oeste  |           |                  |                    |             |           |           |           |           |           |
| Local              | Resultado | Visitante        | Estadio            | Fecha       | Hora      | TV        |           |           |           |
| CA Independiente   | 2 - 1     | Umecit FC        | Rommel Fernández   | 17 de enero | 20:30     |           |           |           |           |
| CD Universitario   | 1 - 1     | San Francisco FC | Universidad Latina | 18 de enero | 18:00     |           |           |           |           |
| Veraguas United FC | 2 - 1     | Herrera FC       | Atalaya            | 20 de enero | 20:30     |           |           |           |           |
| Total de goles: 17 |           |                  |                    |             |           |           |           |           |           |

| Jornada 2         | Jornada 2 | Jornada 2          | Jornada 2                 | Jornada 2   | Jornada 2 | Jornada 2 | Jornada 2 | Jornada 2 | Jornada 2 |
| ----------------- | --------- | ------------------ | ------------------------- | ----------- | --------- | --------- | --------- | --------- | --------- |
| Conferencia Este  |           |                    |                           |             |           |           |           |           |           |
| Local             | Resultado | Visitante          | Estadio                   | Fecha       | Hora      | TV        |           |           |           |
| Sporting SM       | 0 - 0     | Potros del Este    | Rommel Fernández          | 25 de enero | 16:00     |           |           |           |           |
| CD Plaza Amador   | 2 - 1     | CD Árabe Unido     | COS Sports Plaza          | 25 de enero | 20:15     |           |           |           |           |
| Tauro FC          | 1 - 2     | Alianza FC         | Los Andes                 | 27 de enero | 20:30     |           |           |           |           |
| Conferencia Oeste |           |                    |                           |             |           |           |           |           |           |
| Local             | Resultado | Visitante          | Estadio                   | Fecha       | Hora      | TV        |           |           |           |
| CA Independiente  | 1 - 0     | San Francisco FC   | Agustín 'Muquita' Sánchez | 25 de enero | 18:00     |           |           |           |           |
| Herrera FC        | 0 - 0     | CD Universitario   | Gustavo Posam             | 26 de enero | 16:00     |           |           |           |           |
| Umecit FC         | 0 - 0     | Veraguas United FC | COS Sports Plaza          | 26 de enero | 18:15     |           |           |           |           |
| Total de goles: 7 |           |                    |                           |             |           |           |           |           |           |

| Jornada 3          | Jornada 3 | Jornada 3          | Jornada 3                 | Jornada 3     | Jornada 3 | Jornada 3 | Jornada 3 | Jornada 3 | Jornada 3 |
| ------------------ | --------- | ------------------ | ------------------------- | ------------- | --------- | --------- | --------- | --------- | --------- |
| Conferencia Este   |           |                    |                           |               |           |           |           |           |           |
| Local              | Resultado | Visitante          | Estadio                   | Fecha         | Hora      | TV        |           |           |           |
| Potros del Este    | 2 - 2     | CD Plaza Amador    | COS Sports Plaza          | 31 de enero   | 20:30     |           |           |           |           |
| CD Árabe Unido     | 1 - 0     | Tauro FC           | COS Sports Plaza          | 1 de febrero  | 20:15     |           |           |           |           |
| Alianza FC         | 1 - 2     | Sporting SM        | Rommel Fernández          | 20 de febrero | 20:00     |           |           |           |           |
| Conferencia Oeste  |           |                    |                           |               |           |           |           |           |           |
| CD Universitario   | 4 - 0     | Veraguas United FC | Universidad Latina        | 1 de febrero  | 18:00     |           |           |           |           |
| Herrera FC         | 3 - 2     | CA Independiente   | Gustavo Posam             | 2 de febrero  | 16:00     |           |           |           |           |
| San Francisco FC   | 0 - 2     | Umecit FC          | Agustín 'Muquita' Sánchez | 3 de febrero  | 20:30     |           |           |           |           |
| Total de goles: 19 |           |                    |                           |               |           |           |           |           |           |

| Jornada 4          | Jornada 4 | Jornada 4        | Jornada 4          | Jornada 4     | Jornada 4 | Jornada 4 | Jornada 4 | Jornada 4 | Jornada 4 |
| ------------------ | --------- | ---------------- | ------------------ | ------------- | --------- | --------- | --------- | --------- | --------- |
| Conferencia Este   |           |                  |                    |               |           |           |           |           |           |
| Local              | Resultado | Visitante        | Estadio            | Fecha         | Hora      | TV        |           |           |           |
| CD Árabe Unido     | 2 - 1     | Sporting SM      | COS Sports Plaza   | 8 de febrero  | 16:00     |           |           |           |           |
| Tauro FC           | 4 - 0     | CD Plaza Amador  | Rommel Fernández   | 8 de febrero  | 20:45     |           |           |           |           |
| Potros del Este    | 1 - 1     | Alianza FC       | COS Sports Plaza   | 9 de febrero  | 18:15     |           |           |           |           |
| Conferencia Oeste  |           |                  |                    |               |           |           |           |           |           |
| CD Universitario   | 2 - 2     | Umecit FC        | Universidad Latina | 7 de febrero  | 20:30     |           |           |           |           |
| Herrera FC         | 0 - 1     | San Francisco FC | Gustavo Posam      | 9 de febrero  | 16:00     |           |           |           |           |
| Veraguas United FC | 0 - 1     | CA Independiente | Atalaya            | 10 de febrero | 20:30     |           |           |           |           |
| Total de goles: 15 |           |                  |                    |               |           |           |           |           |           |

| Jornada 5          | Jornada 5 | Jornada 5        | Jornada 5                  | Jornada 5     | Jornada 5 | Jornada 5 | Jornada 5 | Jornada 5 | Jornada 5 |
| ------------------ | --------- | ---------------- | -------------------------- | ------------- | --------- | --------- | --------- | --------- | --------- |
| Conferencia Este   |           |                  |                            |               |           |           |           |           |           |
| Local              | Resultado | Visitante        | Estadio                    | Fecha         | Hora      | TV        |           |           |           |
| Sporting SM        | 1 - 0     | Tauro FC         | Los Andes                  | 14 de febrero | 20:30     |           |           |           |           |
| Potros del Este    | 1 - 1     | CD Árabe Unido   | COS Sports Plaza           | 15 de febrero | 20:15     |           |           |           |           |
| Alianza FC         | 0 - 2     | CD Plaza Amador  | Los Andes                  | 16 de febrero | 16:00     |           |           |           |           |
| Conferencia Oeste  |           |                  |                            |               |           |           |           |           |           |
| CA Independiente   | 0 - 0     | CD Universitario | Agustín 'Muquita' Sánchez  | 15 de febrero | 18:00     |           |           |           |           |
| Umecit FC          | 2 - 1     | Herrera FC       | COS Sports Plaza           | 16 de febrero | 16:00     |           |           |           |           |
| Veraguas United FC | 0 - 0     | San Francisco FC | Arístocles 'Toco' Castillo | 17 de febrero | 20:30     |           |           |           |           |
| Total de goles: 8  |           |                  |                            |               |           |           |           |           |           |

| Jornada 6          | Jornada 6 | Jornada 6          | Jornada 6                 | Jornada 6     | Jornada 6 | Jornada 6 | Jornada 6 | Jornada 6 | Jornada 6 |
| ------------------ | --------- | ------------------ | ------------------------- | ------------- | --------- | --------- | --------- | --------- | --------- |
| Interconferencias  |           |                    |                           |               |           |           |           |           |           |
| Local              | Resultado | Visitante          | Estadio                   | Fecha         | Hora      | TV        |           |           |           |
| San Francisco FC   | 1 - 1     | Tauro FC           | Agustín 'Muquita' Sánchez | 21 de febrero | 20:30     |           |           |           |           |
| CD Universitario   | 0 - 0     | CD Árabe Unido     | Universidad Latina        | 22 de febrero | 18:00     |           |           |           |           |
| CD Plaza Amador    | 3 - 1     | Veraguas United FC | COS Sports Plaza          | 22 de febrero | 20:15     |           |           |           |           |
| Sporting SM        | 2 - 0     | Herrera FC         | Los Andes                 | 23 de febrero | 16:00     |           |           |           |           |
| Potros del Este    | 2 - 1     | CA Independiente   | COS Sports Plaza          | 23 de febrero | 18:15     |           |           |           |           |
| Alianza FC         | 0 - 0     | Umecit FC          | Rommel Fernández          | 24 de febrero | 20:30     |           |           |           |           |
| Total de goles: 11 |           |                    |                           |               |           |           |           |           |           |

| Jornada 7          | Jornada 7 | Jornada 7          | Jornada 7                 | Jornada 7     | Jornada 7 | Jornada 7 | Jornada 7 | Jornada 7 | Jornada 7 |
| ------------------ | --------- | ------------------ | ------------------------- | ------------- | --------- | --------- | --------- | --------- | --------- |
| Interconferencias  |           |                    |                           |               |           |           |           |           |           |
| Local              | Resultado | Visitante          | Estadio                   | Fecha         | Hora      | TV        |           |           |           |
| San Francisco FC   | 0 - 1     | CD Plaza Amador    | Agustín 'Muquita' Sánchez | 26 de febrero | 16:00     |           |           |           |           |
| CD Universitario   | 2 - 1     | Tauro FC           | Universidad Latina        | 26 de febrero | 18:15     |           |           |           |           |
| Sporting SM        | 2 - 2     | Veraguas United FC | Los Andes                 | 26 de febrero | 20:30     |           |           |           |           |
| Umecit FC          | 2 - 1     | Potros del Este    | Los Andes                 | 27 de febrero | 16:00     |           |           |           |           |
| Alianza FC         | 1 - 1     | CA Independiente   | Rommel Fernández          | 27 de febrero | 18:15     |           |           |           |           |
| CD Árabe Unido     | 0 - 0     | Herrera FC         | COS Sports Plaza          | 27 de febrero | 20:30     |           |           |           |           |
| Total de goles: 13 |           |                    |                           |               |           |           |           |           |           |

| Jornada 8          | Jornada 8 | Jornada 8        | Jornada 8                  | Jornada 8   | Jornada 8 | Jornada 8 | Jornada 8 | Jornada 8 | Jornada 8 |
| ------------------ | --------- | ---------------- | -------------------------- | ----------- | --------- | --------- | --------- | --------- | --------- |
| Interconferencias  |           |                  |                            |             |           |           |           |           |           |
| Local              | Resultado | Visitante        | Estadio                    | Fecha       | Hora      | TV        |           |           |           |
| Veraguas United FC | 2 - 0     | Alianza FC       | Arístocles 'Toco' Castillo | 7 de marzo  | 20:30     |           |           |           |           |
| Tauro FC           | 0 - 0     | Herrera FC       | Rommel Fernández           | 8 de marzo  | 18:00     |           |           |           |           |
| CD Plaza Amador    | 3 - 1     | CD Universitario | COS Sports Plaza           | 8 de marzo  | 20:15     |           |           |           |           |
| CA Independiente   | 4 - 0     | Sporting SM      | Agustín 'Muquita' Sánchez  | 9 de marzo  | 16:00     |           |           |           |           |
| Umecit FC          | 0 - 1     | CD Árabe Unido   | Los Andes                  | 9 de marzo  | 18:15     |           |           |           |           |
| Potros del Este    | 0 - 1     | San Francisco FC | COS Sports Plaza           | 10 de marzo | 20:30     |           |           |           |           |
| Total de goles: 12 |           |                  |                            |             |           |           |           |           |           |

| Jornada 9          | Jornada 9 | Jornada 9        | Jornada 9                  | Jornada 9   | Jornada 9 | Jornada 9 | Jornada 9 | Jornada 9 | Jornada 9 |
| ------------------ | --------- | ---------------- | -------------------------- | ----------- | --------- | --------- | --------- | --------- | --------- |
| Interconferencias  |           |                  |                            |             |           |           |           |           |           |
| Local              | Resultado | Visitante        | Estadio                    | Fecha       | Hora      | TV        |           |           |           |
| Sporting SM        | 0 - 1     | San Francisco FC | Los Andes                  | 14 de marzo | 20:30     |           |           |           |           |
| CA Independiente   | 1 - 1     | Tauro FC         | Agustín 'Muquita' Sánchez  | 15 de marzo | 18:00     |           |           |           |           |
| CD Plaza Amador    | 1 - 1     | Umecit FC        | COS Sports Plaza           | 15 de marzo | 20:15     |           |           |           |           |
| Herrera FC         | 0 - 1     | Potros del Este  | Gustavo Posam              | 16 de marzo | 16:00     |           |           |           |           |
| Veraguas United FC | 0 - 2     | CD Árabe Unido   | Arístocles 'Toco' Castillo | 16 de marzo | 18:15     |           |           |           |           |
| Alianza FC         | 0 - 1     | CD Universitario | Rommel Fernández           | 17 de marzo | 20:30     |           |           |           |           |
| Total de goles: 9  |           |                  |                            |             |           |           |           |           |           |

| Jornada 10         | Jornada 10 | Jornada 10       | Jornada 10                 | Jornada 10  | Jornada 10 | Jornada 10 | Jornada 10 | Jornada 10 | Jornada 10 |
| ------------------ | ---------- | ---------------- | -------------------------- | ----------- | ---------- | ---------- | ---------- | ---------- | ---------- |
| Interconferencias  |            |                  |                            |             |            |            |            |            |            |
| Local              | Resultado  | Visitante        | Estadio                    | Fecha       | Hora       | TV         |            |            |            |
| Veraguas United FC | 1 - 0      | Potros del Este  | Arístocles 'Toco' Castillo | 21 de marzo | 20:30      |            |            |            |            |
| CD Universitario   | 1 - 0      | Sporting SM      | Universidad Latina         | 22 de marzo | 18:00      |            |            |            |            |
| CD Árabe Unido     | 1 - 3      | San Francisco FC | COS Sports Plaza           | 22 de marzo | 20:15      |            |            |            |            |
| Herrera FC         | 2 - 2      | Alianza FC       | Gustavo Posam              | 23 de marzo | 16:00      |            |            |            |            |
| Tauro FC           | 4 - 2      | Umecit FC        | Rommel Fernández           | 23 de marzo | 18:15      |            |            |            |            |
| CA Independiente   | 0 - 0      | CD Plaza Amador  | Agustín 'Muquita' Sánchez  | 24 de marzo | 20:30      |            |            |            |            |
| Total de goles: 16 |            |                  |                            |             |            |            |            |            |            |

| Jornada 11         | Jornada 11 | Jornada 11       | Jornada 11                 | Jornada 11  | Jornada 11 | Jornada 11 | Jornada 11 | Jornada 11 | Jornada 11 |
| ------------------ | ---------- | ---------------- | -------------------------- | ----------- | ---------- | ---------- | ---------- | ---------- | ---------- |
| Interconferencias  |            |                  |                            |             |            |            |            |            |            |
| Local              | Resultado  | Visitante        | Estadio                    | Fecha       | Hora       | TV         |            |            |            |
| San Francisco FC   | 1 - 2      | Alianza FC       | Agustín 'Muquita' Sánchez  | 28 de marzo | 20:30      |            |            |            |            |
| Veraguas United FC | 2 - 4      | Tauro FC         | Arístocles 'Toco' Castillo | 29 de marzo | 18:00      |            |            |            |            |
| CD Árabe Unido     | 0 - 1      | CA Independiente | COS Sports Plaza           | 29 de marzo | 20:15      |            |            |            |            |
| Herrera FC         | 0 - 2      | CD Plaza Amador  | Gustavo Posam              | 30 de marzo | 16:00      |            |            |            |            |
| Umecit FC          | 0 - 0      | Sporting SM      | Agustín 'Muquita' Sánchez  | 30 de marzo | 18:15      |            |            |            |            |
| Potros del Este    | 1 - 3      | CD Universitario | COS Sports Plaza           | 31 de marzo | 20:30      |            |            |            |            |
| Total de goles: 16 |            |                  |                            |             |            |            |            |            |            |

| Jornada 12         | Jornada 12 | Jornada 12         | Jornada 12                | Jornada 12 | Jornada 12 | Jornada 12 | Jornada 12 | Jornada 12 | Jornada 12 |
| ------------------ | ---------- | ------------------ | ------------------------- | ---------- | ---------- | ---------- | ---------- | ---------- | ---------- |
| Conferencia Este   |            |                    |                           |            |            |            |            |            |            |
| Local              | Resultado  | Visitante          | Estadio                   | Fecha      | Hora       | TV         |            |            |            |
| CD Plaza Amador    | 3 - 3      | Alianza FC         | COS Sports Plaza          | 5 de abril | 20:15      |            |            |            |            |
| Tauro FC           | 0 - 1      | Sporting SM        | Rommel Fernández          | 6 de abril | 18:15      |            |            |            |            |
| CD Árabe Unido     | 3 - 0      | Potros del Este    | COS Sports Plaza          | 7 de abril | 20:30      |            |            |            |            |
| Conferencia Oeste  |            |                    |                           |            |            |            |            |            |            |
| Local              | Resultado  | Visitante          | Estadio                   | Fecha      | Hora       | TV         |            |            |            |
| San Francisco FC   | 4 - 0      | Veraguas United FC | Agustín 'Muquita' Sánchez | 4 de abril | 20:30      |            |            |            |            |
| CD Universitario   | 1 - 0      | CA Independiente   | Universidad Latina        | 5 de abril | 18:00      |            |            |            |            |
| Herrera FC         | 2 - 1      | Umecit FC          | Gustavo Posam             | 6 de abril | 16:00      |            |            |            |            |
| Total de goles: 18 |            |                    |                           |            |            |            |            |            |            |

| Jornada 13         | Jornada 13 | Jornada 13           | Jornada 13                | Jornada 13  | Jornada 13 | Jornada 13 | Jornada 13 | Jornada 13 | Jornada 13 |
| ------------------ | ---------- | -------------------- | ------------------------- | ----------- | ---------- | ---------- | ---------- | ---------- | ---------- |
| Conferencia Este   |            |                      |                           |             |            |            |            |            |            |
| Local              | Resultado  | Visitante            | Estadio                   | Fecha       | Hora       | TV         |            |            |            |
| CD Plaza Amador    | 0 - 2      | Tauro FC             | COS Sports Plaza          | 12 de abril | 20:15      |            |            |            |            |
| Alianza FC         | 0 - 1      | Potros del Este      | Rommel Fernández          | 13 de abril | 16:00      |            |            |            |            |
| Sporting SM        | 1 - 0      | CD Árabe Unido       | Los Andes                 | 13 de abril | 18:15      |            |            |            |            |
| Conferencia Oeste  |            |                      |                           |             |            |            |            |            |            |
| Local              | Resultado  | Visitante            | Estadio                   | Fecha       | Hora       | TV         |            |            |            |
| San Francisco FC   | 1 - 1      | Herrera FC           | Agustín 'Muquita' Sánchez | 11 de abril | 20:30      |            |            |            |            |
| CA Independiente   | 2 - 3      | Veraguas United FC   | Agustín 'Muquita' Sánchez | 12 de abril | 18:00      |            |            |            |            |
| Umecit FC          | 0 - 2      | CD Universitario (P) | COS Sports Plaza          | 14 de abril | 20:30      |            |            |            |            |
| Total de goles: 13 |            |                      |                           |             |            |            |            |            |            |

| Jornada 14           | Jornada 14 | Jornada 14          | Jornada 14                 | Jornada 14  | Jornada 14 | Jornada 14 | Jornada 14 | Jornada 14 | Jornada 14 |
| -------------------- | ---------- | ------------------- | -------------------------- | ----------- | ---------- | ---------- | ---------- | ---------- | ---------- |
| Conferencia Este     |            |                     |                            |             |            |            |            |            |            |
| Local                | Resultado  | Visitante           | Estadio                    | Fecha       | Hora       | TV         |            |            |            |
| CD Árabe Unido       | 0 - 1      | CD Plaza Amador (P) | Agustín 'Muquita' Sánchez  | 26 de abril | 20:15      |            |            |            |            |
| Alianza FC           | 1 - 0      | Tauro FC            | Rommel Fernández           | 27 de abril | 16:00      |            |            |            |            |
| Potros del Este      | 3 - 3      | Sporting SM         | COS Sports Plaza           | 28 de abril | 20:30      |            |            |            |            |
| Conferencia Oeste    |            |                     |                            |             |            |            |            |            |            |
| Local                | Resultado  | Visitante           | Estadio                    | Fecha       | Hora       | TV         |            |            |            |
| San Francisco FC     | 1 - 1      | CA Independiente    | Agustín 'Muquita' Sánchez  | 25 de abril | 20:30      |            |            |            |            |
| CD Universitario (S) | 1 - 1      | Herrera FC          | Universidad Latina         | 26 de abril | 18:00      |            |            |            |            |
| Veraguas United FC   | 2 - 0      | Umecit FC           | Arístocles 'Toco' Castillo | 27 de abril | 18:15      |            |            |            |            |
| Total de goles: 14   |            |                     |                            |             |            |            |            |            |            |

| Jornada 15           | Jornada 15 | Jornada 15       | Jornada 15                 | Jornada 15 | Jornada 15 | Jornada 15 | Jornada 15 | Jornada 15 | Jornada 15 |
| -------------------- | ---------- | ---------------- | -------------------------- | ---------- | ---------- | ---------- | ---------- | ---------- | ---------- |
| Conferencia Este     |            |                  |                            |            |            |            |            |            |            |
| Local                | Resultado  | Visitante        | Estadio                    | Fecha      | Hora       | TV         |            |            |            |
| Tauro FC             | 2 - 1      | CD Árabe Unido   | Rommel Fernández           | 3 de mayo  | 20:00      |            |            |            |            |
| CD Plaza Amador      | 2 - 0      | Potros del Este  | COS Sports Plaza           | 3 de mayo  | 20:00      | +          |            |            |            |
| Sporting SM (P)      | 2 - 0      | Alianza FC       | Los Andes                  | 3 de mayo  | 20:00      |            |            |            |            |
| Conferencia Oeste    |            |                  |                            |            |            |            |            |            |            |
| Local                | Resultado  | Visitante        | Estadio                    | Fecha      | Hora       | TV         |            |            |            |
| CA Independiente (P) | 3 - 2      | Herrera FC       | Agustín 'Muquita' Sánchez  | 3 de mayo  | 16:00      |            |            |            |            |
| Umecit FC            | 2 - 0      | San Francisco FC | Javier Cruz García         | 3 de mayo  | 16:00      | +          |            |            |            |
| Veraguas United FC   | 2 - 2      | CD Universitario | Arístocles 'Toco' Castillo | 3 de mayo  | 16:00      |            |            |            |            |
| Total de goles: 18   |            |                  |                            |            |            |            |            |            |            |

| Jornada 16           | Jornada 16 | Jornada 16          | Jornada 16                | Jornada 16 | Jornada 16 | Jornada 16 | Jornada 16 | Jornada 16 | Jornada 16 |
| -------------------- | ---------- | ------------------- | ------------------------- | ---------- | ---------- | ---------- | ---------- | ---------- | ---------- |
| Conferencia Este     |            |                     |                           |            |            |            |            |            |            |
| Local                | Resultado  | Visitante           | Estadio                   | Fecha      | Hora       | TV         |            |            |            |
| Sporting SM          | 0 - 1      | CD Plaza Amador (S) | Los Andes                 | 10 de mayo | 20:00      |            |            |            |            |
| Potros del Este      | 2 - 2      | Tauro FC (P)        | COS Sports Plaza          | 10 de mayo | 20:00      | +          |            |            |            |
| Alianza FC           | 3 - 2      | CD Árabe Unido      | Rommel Fernández          | 10 de mayo | 20:00      |            |            |            |            |
| Conferencia Oeste    |            |                     |                           |            |            |            |            |            |            |
| Local                | Resultado  | Visitante           | Estadio                   | Fecha      | Hora       | TV         |            |            |            |
| Herrera FC           | 3 - 0      | Veraguas United FC  | Gustavo Posam             | 10 de mayo | 16:00      |            |            |            |            |
| San Francisco FC (P) | 3 - 0      | CD Universitario    | Agustín 'Muquita' Sánchez | 10 de mayo | 16:00      |            |            |            |            |
| Umecit FC            | 1 - 1      | CA Independiente    | Javier Cruz               | 10 de mayo | 16:00      | +          |            |            |            |
| Total de goles: 18   |            |                     |                           |            |            |            |            |            |            |

## Fase final

### Cuadro de desarrollo
|  | Play-Offs 13 y 14 de mayo | Play-Offs 13 y 14 de mayo | Play-Offs 13 y 14 de mayo |                  |     | Semifinales 17 y 18 de mayo (Ida) 23 y 24 de mayo (Vuelta) | Semifinales 17 y 18 de mayo (Ida) 23 y 24 de mayo (Vuelta) | Semifinales 17 y 18 de mayo (Ida) 23 y 24 de mayo (Vuelta) | Semifinales 17 y 18 de mayo (Ida) 23 y 24 de mayo (Vuelta) | Semifinales 17 y 18 de mayo (Ida) 23 y 24 de mayo (Vuelta) |   |  | Final Apertura 31 de mayo | Final Apertura 31 de mayo | Final Apertura 31 de mayo |  |
|  |                           |                           |                           |                  |     |                                                            |                                                            |                                                            |                                                            |                                                            |   |  |                           |                           |                           |  |
|  |                           |                           |                           |                  |     |                                                            |                                                            |                                                            |                                                            |                                                            |   |  |                           |                           |                           |  |
|  | 2CE                       | Sporting SM               | 1                         |                  |     |                                                            |                                                            |                                                            |                                                            |                                                            |   |  |                           |                           |                           |  |
|  | 2CE                       | Sporting SM               | 1                         |                  |     |                                                            |                                                            |                                                            |                                                            |                                                            |   |  |                           |                           |                           |  |
|  | 3CO                       | San Francisco FC          | 2                         |                  |     |                                                            |                                                            |                                                            |                                                            |                                                            |   |  |                           |                           |                           |  |
|  | 3CO                       | San Francisco FC          | 2                         |                  | 1CO | CD Universitario                                           | 1                                                          | 1                                                          | 2                                                          |                                                            |   |  |                           |                           |                           |  |
|  |                           |                           |                           |                  | 1CO | CD Universitario                                           | 1                                                          | 1                                                          | 2                                                          |                                                            |   |  |                           |                           |                           |  |
|  |                           |                           | 3CO                       | San Francisco FC | 1   | 2                                                          | 3                                                          |                                                            |                                                            |                                                            |   |  |                           |                           |                           |  |
|  |                           |                           | 3CO                       | San Francisco FC | 1   | 2                                                          | 3                                                          |                                                            |                                                            |                                                            |   |  |                           |                           |                           |  |
|  |                           |                           |                           |                  |     |                                                            |                                                            |                                                            |                                                            |                                                            |   |  |                           |                           |                           |  |
|  |                           |                           |                           |                  |     |                                                            |                                                            |                                                            |                                                            |                                                            |   |  |                           |                           |                           |  |
|  |                           |                           |                           |                  |     |                                                            |                                                            |                                                            | 3CO                                                        | San Francisco FC                                           | 0 |  |                           |                           |                           |  |
|  |                           |                           |                           |                  |     |                                                            |                                                            |                                                            |                                                            |                                                            | 0 |  |                           |                           |                           |  |
|  |                           |                           | 1CE                       | CD Plaza Amador  | 6   |                                                            |                                                            |                                                            |                                                            |                                                            |   |  |                           |                           |                           |  |
|  | 2CO                       | CA Independiente          | 1CE                       | CD Plaza Amador  | 6   | 0 (2)                                                      |                                                            |                                                            |                                                            |                                                            |   |  |                           |                           |                           |  |
|  | 2CO                       | CA Independiente          |                           |                  |     |                                                            |                                                            |                                                            |                                                            |                                                            |   |  |                           |                           |                           |  |
|  | 3CE                       | Tauro FC                  | 0 (4)                     |                  |     |                                                            |                                                            |                                                            |                                                            |                                                            |   |  |                           |                           |                           |  |
|  | 3CE                       | Tauro FC                  | 0 (4)                     |                  | 1CE | CD Plaza Amador                                            | 2                                                          | 3                                                          | 5                                                          |                                                            |   |  |                           |                           |                           |  |
|  |                           |                           |                           |                  | 1CE | CD Plaza Amador                                            | 2                                                          | 3                                                          | 5                                                          |                                                            |   |  |                           |                           |                           |  |
|  |                           |                           | 3CE                       | Tauro FC         | 1   | 3                                                          | 4                                                          |                                                            |                                                            |                                                            |   |  |                           |                           |                           |  |
|  |                           |                           | 3CE                       | Tauro FC         | 1   | 3                                                          | 4                                                          |                                                            |                                                            |                                                            |   |  |                           |                           |                           |  |
|  |                           |                           |                           |                  |     |                                                            |                                                            |                                                            |                                                            |                                                            |   |  |                           |                           |                           |  |
|  |                           |                           |                           |                  |     |                                                            |                                                            |                                                            |                                                            |                                                            |   |  |                           |                           |                           |  |
|  |                           |                           |                           |                  |     |                                                            |                                                            |                                                            |                                                            |                                                            |   |  |                           |                           |                           |  |
|  |                           |                           |                           |                  |     |                                                            |                                                            |                                                            |                                                            |                                                            |   |  |                           |                           |                           |  |

### Repechajes

#### Sporting S. M. - San Francisco F. C.
| 13 de mayo de 2025; 20:00                                                                                             | Sporting SM       | 1:2 (1:1) | San Francisco FC         | Los Andes, San Miguelito |                          |
| | Rodrigo Tello 14' |           | 4' 72' Rolando Blackburn | Árbitro(s): Jorge Negrón | Árbitro(s): Jorge Negrón |
| San Francisco FC avanzó a las semifinales del torneo, luego de vencer al Sporting San Miguelito en el tiempo regular. |                   |           |                          |                          |                          |

#### C. A. Independiente - Tauro F. C.
| 14 de mayo de 2025; 20:00 | CA Independiente                                                 | 0:0 (t. s.)(2:4 p.)        | Tauro FC                                                            | Agustín "Muquita" Sánchez, La Chorrera |  |
| |                                                                  |                            |                                                                     | Árbitro(s): Richard Tejada             |  |
| |                                                                  | Tiros desde el punto penal |                                                                     |                                        |  |
| | - Carlos Small - Ricardo Clarke - Eddie Roberts - Sergio Ramirez |                            | - Yair Jaén - Cristian Quintero - Rudy Yearwood - Rodolfo Rodríguez |                                        |  |
| El Tauro FC avanzó a las semifinales del torneo, luego de vencer en la tanda de los penales 2:4 al Club Atlético Independiente. |                                                                  |                            |                                                                     |                                        |  |

### Semifinales

#### C. D. Universitario - San Francisco F. C.
| 17 de mayo de 2025; 18:15 | San Francisco FC   | 1:1 (0:1) | CD Universitario    | Agustín "Muquita" Sánchez, La Chorrera |                            |
|                           | Kevin Calderón 61' | Reporte   | 27' Emmanuel Chanis | Árbitro(s): Fernando Morón             | Árbitro(s): Fernando Morón |

| 24 de mayo de 2025; 18:00 | CD Universitario  | 1:2 (0:1) (Global 2-3) | San Francisco FC                            | Universidad Latina, Penonomé |                            |
|                           | Albert Frutos 75' |                        | 25' Carlos Siniesterra · 82' Ramses De León | Árbitro(s): Richard Tejada   | Árbitro(s): Richard Tejada |

#### C. D. Plaza Amador - Tauro F. C.
| 18 de mayo de 2025; 18:00 | Tauro FC          | 1:2 (1:1) | CD Plaza Amador                           | Rommel Fernández, Ciudad de Panamá                     |                                                        |
|                           | Irving Gudiño 32' | Reporte   | Everardo Rose 42' · Jorlian Sánchez 90+5' | Asistencia: 2,328 espectadores Árbitro(s): Jorge Leira | Asistencia: 2,328 espectadores Árbitro(s): Jorge Leira |

| 23 de mayo de 2025; 20:30 | CD Plaza Amador | 3:3 (0:2) (Global 5-4) | Tauro FC | COS Sports Plaza, Ciudad de Panamá |  |
|                           |                 |                        |          | Árbitro(s): Oliver Vergara         |  |

### Final

#### C. D. Plaza Amador - San Francisco F. C.
| 31 de mayo de 2025; 18:15 | CD Plaza Amador | 6:0 (3:0) | San Francisco FC | Estadio Rommel Fernández, Ciudad de Panamá                 |  |
|                           |                 |           |                  | Asistencia: 17,498 espectadores Árbitro(s): Fernando Morón |  |

|                 |
| CD Plaza Amador |
| Campeón         |
| 8.vo título     |

## Estadísticas

### Máximos goleadores
Lista con los máximos goleadores de la competencia.
| 1.º                                      |  | Keny Bonilla       | Veraguas United F. C. | 9 |
| 1.º                                      |  | Rolando Blackburn  | San Francisco F. C.   | 9 |
| 1.º                                      |  | Ansony Frías       | Alianza F. C.         | 9 |
| 2.º                                      |  | Kevin Walder       | C.D. Plaza Amador     | 7 |
| 3.º                                      |  | Joshua Gallardo    | Potros del Este       | 6 |
| 3.º                                      |  | Joseph Cox         | Sporting S. M.        | 6 |
| 3.º                                      |  | Carlos Small       | C. A. Independiente   | 6 |
| 3.º                                      |  | Jhojan Amaya       | Tauro F. C.           | 6 |
| 4.º                                      |  | Ovidio López       | C.D. Plaza Amador     | 5 |
| 4.º                                      |  | Gabriel Torres     | Tauro F. C.           | 5 |
| 4.º                                      |  | Dwann Oliveira     | Herrera F. C.         | 5 |
| 5.º                                      |  | Omar Browne        | Tauro F. C.           | 4 |
| 5.º                                      |  | Joel Guevara       | C. D. Universitario   | 4 |
| 5.º                                      |  | Ángel Valverde     | C. A. Independiente   | 4 |
| 5.º                                      |  | Bayron Walters     | C. D. Universitario   | 4 |
| 5.º                                      |  | Yair Jaén          | Tauro F. C.           | 4 |
| 5.º                                      |  | Adán Henricks      | Sporting S. M.        | 4 |
| 6.º                                      |  | Ángel Caicedo      | Herrera F. C.         | 3 |
| 6.º                                      |  | Luis Zúñiga        | Herrera F. C.         | 3 |
| 6.º                                      |  | Franklin Córdoba   | C. D. Árabe Unido     | 3 |
| 6.º                                      |  | Cristian Quintero  | Tauro F. C.           | 3 |
| 6.º                                      |  | Erick Japa         | Umecit F. C.          | 3 |
| 6.º                                      |  | Ronaldo Dinolis    | C. D. Universitario   | 3 |
| 6.º                                      |  | Alexis Palacio     | C. D. Árabe Unido     | 3 |
| 6.º                                      |  | Breidy Goluz       | Umecit F. C.          | 3 |
| 6.º                                      |  | Jorlian Sánchez    | C.D. Plaza Amador     | 3 |
| 6.º                                      |  | Ryan Gómez         | C. A. Independiente   | 3 |
| 6.º                                      |  | Rodrigo Tello      | Sporting S. M.        | 3 |
| 7.º                                      |  | Kevin Calderón     | San Francisco F. C.   | 2 |
| 7.º                                      |  | Jhonnathan García  | Potros del Este       | 2 |
| 7.º                                      |  | Anthony Stewart    | C. A. Independiente   | 2 |
| 7.º                                      |  | Manuel Gamboa      | Umecit F. C.          | 2 |
| 7.º                                      |  | Guillermo Benítez  | San Francisco F. C.   | 2 |
| 7.º                                      |  | Ronnie Villareal   | Herrera F. C.         | 2 |
| 7.º                                      |  | Randy Rangel       | C. D. Universitario   | 2 |
| 7.º                                      |  | Jair Catuy         | Umecit F. C.          | 2 |
| 7.º                                      |  | Rolando Pérez      | Potros del Este       | 2 |
| 7.º                                      |  | Isidoro Hinestroza | Veraguas United F. C. | 2 |
| 7.º                                      |  | Justin Simons      | C. D. Universitario   | 2 |
| 7.º                                      |  | Miguel Camargo     | San Francisco F. C.   | 2 |
| 7.º                                      |  | Jhamal Rodríguez   | Umecit F. C.          | 2 |
| 7.º                                      |  | Guido Rouse        | C. D. Árabe Unido     | 2 |
| 7.º                                      |  | Juan Tobón         | C. D. Universitario   | 2 |
| 7.º                                      |  | Reynaldiño Verley  | Alianza F. C.         | 2 |
| 7.º                                      |  | Jorge Clement      | C. A. Independiente   | 2 |
| 7.º                                      |  | Oldemar Castillo   | Sporting S. M.        | 2 |
| 7.º                                      |  | Juan Herrera       | Veraguas United F. C. | 2 |
| 7.º                                      |  | Jorge Angulo       | Veraguas United F. C. | 2 |
| 8.º                                      |  | Irving Gudiño      | Tauro F. C.           | 1 |
| 8.º                                      |  | Emmanuel Chanis    | C. D. Universitario   | 1 |
| 8.º                                      |  | Alexis Corpas      | C. D. Árabe Unido     | 1 |
| 8.º                                      |  | Diego Fori         | C. D. Árabe Unido     | 1 |
| 8.º                                      |  | Kevin Bernal       | Tauro F. C.           | 1 |
| 8.º                                      |  | Azael Brown        | San Francisco F. C.   | 1 |
| 8.º                                      |  | Jimar Sánchez      | C.D. Plaza Amador     | 1 |
| 8.º                                      |  | José Murillo       | C.D. Plaza Amador     | 1 |
| 8.º                                      |  | Vlair Simmons      | Potros del Este       | 1 |
| 8.º                                      |  | Jonathan Barrera   | Potros del Este       | 1 |
| 8.º                                      |  | Misael Acosta      | C. D. Universitario   | 1 |
| 8.º                                      |  | Axel McKenzie      | Potros del Este       | 1 |
| 8.º                                      |  | Luis Asprilla      | Tauro F. C.           | 1 |
| 8.º                                      |  | Jeremy Emmons      | Veraguas United F. C. | 1 |
| 8.º                                      |  | Óscar Cabezas      | San Francisco F. C.   | 1 |
| 8.º                                      |  | Valentín Pimentel  | Herrera F. C.         | 1 |
| 8.º                                      |  | Ariel Arroyo       | C. D. Árabe Unido     | 1 |
| 8.º                                      |  | Julio Rodríguez    | C.D. Plaza Amador     | 1 |
| 8.º                                      |  | Moisés Yau         | Potros del Este       | 1 |
| 8.º                                      |  | Gerardo Negrete    | C.D. Plaza Amador     | 1 |
| 8.º                                      |  | Gustavo Soler      | C. A. Independiente   | 1 |
| 8.º                                      |  | Ignacio Espinosa   | Alianza F. C.         | 1 |
| 8.º                                      |  | Rolando Rodríguez  | Alianza F. C.         | 1 |
| 8.º                                      |  | Manuel Rodríguez   | Alianza F. C.         | 1 |
| 8.º                                      |  | Abdiel Jiménez     | Herrera F. C.         | 1 |
| 8.º                                      |  | Carlos Sinisterra  | San Francisco F. C.   | 1 |
| 8.º                                      |  | Rubén Baruco       | Veraguas United F. C. | 1 |
| 8.º                                      |  | Alberto Quintero   | C.D. Plaza Amador     | 1 |
| 8.º                                      |  | Sergio Murillo     | C. D. Árabe Unido     | 1 |
| 8.º                                      |  | Ricardo Ávila      | Umecit F. C.          | 1 |
| 8.º                                      |  | Ernesto Gómez      | C. D. Universitario   | 1 |
| 8.º                                      |  | Everardo Rose      | C.D. Plaza Amador     | 1 |
| 8.º                                      |  | Jamel González     | C. D. Árabe Unido     | 1 |
| 8.º                                      |  | Irving Hernández   | Potros del Este       | 1 |
| 8.º                                      |  | Joel Lara          | C.D. Plaza Amador     | 1 |
| 8.º                                      |  | Yeisón Ramírez     | C. A. Independiente   | 1 |
| 8.º                                      |  | Víctor Simmons     | Potros del Este       | 1 |
| 8.º                                      |  | Daniel Vargas      | C. D. Árabe Unido     | 1 |
| 8.º                                      |  | Sergio Cunningham  | Umecit F. C.          | 1 |
| 8.º                                      |  | Ernesto Walker     | Herrera F. C.         | 1 |
| 8.º                                      |  | John Asprilla      | Alianza F. C.         | 1 |
| 8.º                                      |  | Edson Samms        | San Francisco F. C.   | 1 |
| 8.º                                      |  | Enrique Machasen   | C. D. Universitario   | 1 |
| 8.º                                      |  | Leonel Triana      | C. D. Árabe Unido     | 1 |
| 8.º                                      |  | Emerson Girón      | Sporting S. M.        | 1 |
| 8.º                                      |  | Héctor Hurtado     | C. A. Independiente   | 1 |
| 8.º                                      |  | Darwin Pinzón      | San Francisco F. C.   | 1 |
| 8.º                                      |  | Sergio Moreno      | C. D. Árabe Unido     | 1 |
| 8.º                                      |  | Juan González      | Umecit F. C.          | 1 |
| 8.º                                      |  | Maikell Díaz       | Alianza F. C.         | 1 |
| 8.º                                      |  | Javier Tuñón       | Sporting S. M.        | 1 |
| 8.º                                      |  | Alessandro Canales | Potros del Este       | 1 |
| 8.º                                      |  | Giovany Herbert    | C. D. Árabe Unido     | 1 |
| 8.º                                      |  | Ricardo Buitrago   | C.D. Plaza Amador     | 1 |
| 8.º                                      |  | Alberts Fruto      | C. D. Universitario   | 1 |
| 8.º                                      |  | Ricardo Clarke     | C. A. Independiente   | 1 |
| 8.º                                      |  | Reyniel Perdomo    | Alianza F. C.         | 1 |
| Última actualización: 18 de mayo de 2025 |  |                    |                       |   |

## Tabla General

### Acumulada de la Temporada 2024-25
| Pos. | Equipo                  | Pts. | PJ | G  | E  | P  | GF | GC | Dif. | Clasificación 2025-26                   |
| ---- | ----------------------- | ---- | -- | -- | -- | -- | -- | -- | ---- | --------------------------------------- |
| 1    | C. D. Plaza Amador      | 61   | 32 | 17 | 10 | 5  | 41 | 29 | +12  | Copa Centroamericana 2025               |
| 2    | C. A. Independiente     | 55   | 32 | 15 | 10 | 7  | 44 | 30 | +14  | Copa Centroamericana 2025               |
| 3    | Sporting S. M.          | 54   | 32 | 15 | 9  | 8  | 32 | 24 | +8   | Copa Centroamericana 2025               |
| 4    | C. D. Universitario     | 51   | 32 | 14 | 9  | 9  | 39 | 32 | +7   |                                         |
| 5    | Deportivo Árabe Unido   | 46   | 32 | 12 | 10 | 10 | 36 | 27 | +9   |                                         |
| 6    | Tauro F. C.             | 44   | 32 | 11 | 11 | 10 | 42 | 34 | +8   |                                         |
| 7    | Alianza F. C.           | 39   | 32 | 10 | 9  | 13 | 33 | 41 | −8   |                                         |
| 8    | Veraguas United F. C.   | 39   | 32 | 10 | 9  | 13 | 35 | 47 | −12  |                                         |
| 9    | Umecit F. C.            | 37   | 32 | 9  | 10 | 13 | 28 | 32 | −4   |                                         |
| 10   | San Francisco F. C.     | 34   | 32 | 8  | 10 | 14 | 31 | 34 | −3   |                                         |
| 11   | Club Deportivo del Este | 32   | 32 | 6  | 14 | 12 | 31 | 47 | −16  |                                         |
| 12   | Herrera F. C.           | 23   | 32 | 4  | 11 | 17 | 28 | 41 | −13  | Último lugar de tabla acumulada 2024-25 |

Actualizado a los partidos jugados el 31 de mayo de 2025.
 Fuente: Liga Panameña de Fútbol.
Notas:
1. ↑  Campeón del Torneo Apertura 2025 y Subcampeón del Torneo Clausura 2024.
2. ↑  Campeón del Torneo Clausura 2024.
3. ↑  Mejor ubicado en la Tabla General.